# Nazirpur
Nazirpur è un sottodistretto (upazila) del Bangladesh situato nel distretto di Pirojpur, divisione di Barisal. Si estende su una superficie di 233,65 km² e conta una popolazione di 166.014 abitanti (dato censimento 1991).